# Kitzingen járás
Kitzingen járás egy járás Bajorországban. Kitzingen járás Würzburg, Schweinfurt, Bamberg, Neustadt an der Aisch-Bad Windsheim, Gerolzhofen, Scheinfeld és Ochsenfurt járásokkal határos. Lakosainak száma 79 304 fő (1987. május 25.).

## Népesség
A járás népessége az elmúlt években az alábbi módon változott:
| Lakosok száma | 81 071 | 79 304 | 87 899 | 88 097 | 88 492 | 89 306 | 89 748 | 90 429 |
|               | 1970   | 1987   | 2012   | 2013   | 2014   | 2015   | 2016   | 2017   |